# A Peroxa
A Peroxa è un comune spagnolo di 2 557 abitanti situato nella comunità autonoma della Galizia.